# Brottskonkurrens
Brottskonkurrens är en juridisk term, som innebär att flera brott straffas samtidigt. Motsatsen är att de konsumeras av ett brott eller att de tillsammans utgör ett brott. Att dömas med brottskonkurrens innebär i regel att strängare straff utdelas än vad som annars vore fallet.
Exempel: T.H. hotar att misshandla L.K. och gör efter hotet det. T.H. döms för båda brotten. En domstol kunde ju annars se brotten som ett och samma brott, vilket den inte gjorde.